# Ел Адил II
Ел Адил II (око 1221 - 9. фебруар 1248) био је ајубидски султан Египта од 1238. до 1240. године. 

## Биографија
Ел Адил је син и наследник Малик ел Камила. Након очеве смрти морао је да дели престо са својим братом Ејубом. Након две године владавине, браћа улазе у сукоб и Ејуб Ел Адила баца у тамницу преузимајући власт над његовом земљом. Ел Адил умире у тамници осам година касније.